# Balkan-Cup 1929–31
Der 1. Balkan-Cup war ein Wettbewerb für Fußballnationalmannschaften von Staaten aus der Balkanregion. Es wurde von 1929 bis 1931 über drei Jahre ausgetragen. Die Spiele fanden in Rumänien, Griechenland, Bulgarien und Jugoslawien statt. Diese vier Länder nahmen auch am Turnier teil, das im Gruppenmodus ausgespielt wurde. Jede Mannschaft spielte zweimal gegen jede andere – einmal zu Hause, einmal auswärts. Rumänien sicherte sich mit fünf Siegen aus sechs Partien schließlich überlegen den Titel und stellte auch die beiden Toptorschützen Iuliu Bodola und Rudolf Wetzer (je sieben Treffer).

## Ergebnisse
Tabelle nach Zwei-Punkte-Regel.
| Pl. | Land         | Sp. | S | U | N | Tore    | Diff. | Punkte |
| --- | ------------ | --- | - | - | - | ------- | ----- | ------ |
| 1.  | Rumänien     | 6   | 5 | 0 | 1 | 026:130 | +13   | 10     |
| 2.  | Jugoslawien  | 6   | 3 | 0 | 3 | 012:900 | +3    | 06     |
| 3.  | Griechenland | 6   | 2 | 0 | 4 | 013:200 | −7    | 04     |
| 4.  | Bulgarien    | 6   | 2 | 0 | 4 | 010:190 | −9    | 04     |

|                             |   |              |     |
| 6. Oktober 1929 in Bukarest |   |              |     |
| Rumänien                    | – | Jugoslawien  | 2:1 |
| 26. Januar 1930 in Athen    |   |              |     |
| Griechenland                | – | Jugoslawien  | 2:1 |
| 25. Mai 1930 in Bukarest    |   |              |     |
| Rumänien                    | – | Griechenland | 8:1 |
| 12. Oktober 1930 in Sofia   |   |              |     |
| Bulgarien                   | – | Rumänien     | 5:3 |
| 16. November 1930 in Sofia  |   |              |     |
| Bulgarien                   | – | Jugoslawien  | 0:3 |
| 7. Dezember 1930 in Athen   |   |              |     |
| Griechenland                | – | Bulgarien    | 6:1 |
| 15. März 1931 in Belgrad    |   |              |     |
| Jugoslawien                 | – | Griechenland | 4:1 |
| 19. April 1931 in Belgrad   |   |              |     |
| Jugoslawien                 | – | Bulgarien    | 1:0 |
| 10. Mai 1931 in Bukarest    |   |              |     |
| Rumänien                    | – | Bulgarien    | 5:2 |
| 28. Juni 1931 in Zagreb     |   |              |     |
| Jugoslawien                 | – | Rumänien     | 2:4 |
| 25. Oktober 1931 in Sofia   |   |              |     |
| Bulgarien                   | – | Griechenland | 2:1 |
| 29. November 1931 in Athen  |   |              |     |
| Griechenland                | – | Rumänien     | 2:4 |